# Zemarchos
Zemarchos war ein oströmischer Militär und Diplomat im 6. Jahrhundert.
Zemarchos stammte aus Kilikien und diente als magister militum. Nachdem zuvor eine Delegation der Kök-Türken unter Führung des einflussreichen Sogdiers Maniakh in Konstantinopel eingetroffen war, um Beziehungen mit dem oströmischen Reich aufzunehmen, begab sich Zemarchos im August des Jahres 569 im Auftrag Kaiser Justins II. an den Hof des türkischen Herrschers Sizabulos nach Sogdien. Die Tatsache, dass Zemarchos als ein hochrangiger Militär die lange Reise unternahm, bezeugt die Ernsthaftigkeit der Oströmer, zu dem mächtigen türkischen Khaganat im Osten gute Beziehungen zu etablieren. Sizabulos wird oft mit dem westtürkischen Khagan Istami identifiziert, was aber nicht unproblematisch ist.
Zemarchos wurde von Sizabulos freundlich aufgenommen. Sizabulos empfing Zemarchos in einem Zelt aus gefärbter Seide, auf einem goldenen Thron mit zwei Rädern sitzend. Am zweiten Tag saß er auf einer vergoldeten Liege, am dritten Tag auf einer Liege aus gehämmertem Gold, die von vier goldenen Pfauen getragen war. Sizabulos wollte die Oströmer, denen er reiche Geschenke übergab, zu einem Angriff gegen ihren gemeinsamen Feind, das sassanidische Persien, ermuntern. Auch wenn die Oströmer mit Persien 562 einen Friedensvertrag geschlossen hatten, waren die Spannungen zwischen beiden Großreichen bestehen geblieben (siehe Römisch-Persische Kriege), weshalb Kaiser Justin II., der sich vor allem aus der 562 vereinbarten Tributpflicht befreien wollte, ebenfalls an einem Bündnis mit den Türken interessiert war.
Die Sassaniden sollen nach Theophanes von Byzanz über die Entsendung des Zemarchos sehr beunruhigt gewesen sein. Der persische Großkönig Chosrau I. sei, so heißt es, auch deshalb gegen die Aksumiten in Südarabien vorgegangen, die Verbündete Ostroms waren. Nach Johannes von Epiphaneia wollten die Perser Zemarchos’ Reise behindern, indem sie die Alanen bestechen wollten, durch deren Gebiet Zemarchos reisen musste.
Die Reise des Zemarchos hatte zwei Jahre gedauert, als er schließlich 571 nach Konstantinopel zurückkehrte. Nur wenig später bot sich für Justin II. ein Anlass für einen neuen Perserkrieg: Als es im selben Jahr in Persarmenien zu einem Aufstand gegen die Sassaniden kam, griffen oströmische Truppen ein. 572 brach der offene Krieg zwischen Ostrom und Persien wieder aus. Die römischen Hoffnungen, die sich aus dem Bündnis mit den Türken ergaben, wurden aber schwer enttäuscht, da es den Sassaniden wider Erwarten gelang, sowohl die kaiserlichen Truppen als auch die wenig später einfallenden Türken zurückzuschlagen.